# Швилохзе (посёлок)
Шви́лохзе (нем. Schwielochsee) — община в Германии, в земле Бранденбург. Входит в состав района Даме-Шпревальд. Подчиняется управлению Либерозе/Обершпревальд. Население составляет 1486 человек (2021). Занимает площадь 130,83 км².

## Население
| Год  | Численность |
| ---- | ----------- |
| 2010 | 1613        |

| Год  | Численность | Численность |
| ---- | ----------- | ----------- |
| 2017 | 1488        | [ 1 ] [ 2 ] |
| 2019 | 1470        | [ 5 ]       |
| 2021 | 1486        | [ 6 ]       |
| 2022 | 1501        | [ 7 ]       |
| 2023 | 1482        | [ 3 ]       |